# Lodging for the Night
Lodging for the Night (Lodging for the Night) è un cortometraggio muto del 1914 diretto da Thomas Ricketts. Prodotto dall'American Film Manufacturing Company, il film - di genere drammatico - si basa su una storia di Marc Edmund Jones. Aveva come interpreti Ed Coxen, Charlotte Burton, George Field, Mrs. Tom Ricketts (moglie del regista), Edith Borella e Peter Clark.

## Trama
Deluso dall'abbandono della fidanzata, Bob torna alla sua vita vagabonda cercando di dimenticarla. Si perde tra le montagne selvagge dove, una sera, incontra Mara. La ragazza vive in quei luoghi con i suoi genitori, dei mezzi briganti crudeli e freddi che la maltrattano senza riguardi. In cerca di un riparo per la notte, Bob viene portato da Mara dai suoi e mostra con indifferenza il rotolo di banconote che si porta appresso. Durkey, il padre di Mara, progetta di derubare lo sconosciuto e di farlo sparire. Ma Mara, che ha capito i suoi progetti, non è d'accordo. Così, quando Durkey attacca di notte Bob, lancia un sasso dalla finestra permettendo a Bob di difendersi. All'alba, Bob riparte, lasciando a casa Mara. La ragazza, rimasta con la madre, si rende conto che non può più continuare così quella vita e decide di raggiungere Bob. Lui resta stupito ma poi realizza che anche lui vuole dividere la sua vita con quella di lei.

## Produzione
Il film fu prodotto dall'American Film Manufacturing Company.

## Distribuzione
Distribuito dalla Mutual, il film - un cortometraggio in due bobine - uscì nelle sale cinematografiche degli Stati Uniti il 26 agosto 1914.